# Vade-mecum
Vade-mecum – zbiór poezji Cypriana Kamila Norwida ułożony w latach 1865–1866.
Vade-mecum składa się ze 100 części, przedmowa do niego została napisana prozą. Poeta dołączył do zbioru wiersz Ogólniki, który potraktował jako wstęp oraz w charakterze epilogu list Do Walentego Pomiana Z. Celem zbioru jest odnowa polskiej poezji. Norwid krytykuje tradycję postromantyczną, polemizując z jej założeniami. Dzieło zostało wydane jako całość dopiero po śmierci poety: w Warszawie w 1947 i 1962 roku, w Londynie – 1953.

## Powstanie zbioru
Vade-mecum stanowi najambitniejsze przedsięwzięcie literackie Norwida. W myśl zamierzeń autora miało dokonać skrętu koniecznego w poezji polskiej i jednocześnie pokazać publiczności co jest właściwa języka polskiego liryka. W oryginalnej postaci składało się ze stu utworów (autor zamierzył je jako dzieło pełne) numerowanych oraz dwóch nienumerowanych, które zostały napisane na przestrzeni blisko 20 lat (1847-1866, większość w latach 1858-1866). Norwid ułożył je w odrębny cykl poetycki dopiero pomiędzy sierpniem 1865 a kwietniem 1866 w osobnym kodeksie, który sporządził z kilku zeszytów białego, nieliniowanego papieru. Umieścił w nim według z góry przyjętego porządku poszczególne wiersze, przepisując je tam kaligraficznie albo wycinając z dawniej (być może w 1859) sporządzanego kodeksu i wklejając do nowego. Wiersz znajdujący się na odwrocie wklejanej kartki poeta przepisywał w to miejsce zbioru gdzie najlepiej korespondował on z sąsiednimi wierszami. Niejednokrotnie też ze względów kompozycyjnych zmuszony był tworzyć nowe wiersze. Nastąpiło to najpóźniej w kwietniu 1866, po czym wysłał rękopis do wydawnictwa F. A. Brockhausa w Lipsku, które rok wcześniej, latem, zaproponowało mu wydanie kolejnego tomu poezji.

## Niepowodzenia wydawnicze
Zatarg polityczny pomiędzy Prusami a Austrią, który w czerwcu doprowadził do wybuchu wojny spowodowały, że lipski wydawca ostatecznie wycofał się z publikacji utworu. Norwid próbował potem umieścić zbiór u innego lipskiego wydawcy, Erazma Kasprowicza i u Henryka Merzbacha w Brukseli, jednak bez sukcesów. Niepowodzeniem zakończyły się również pertraktacje w 1871, gdy starał się zaproponować swój zbiór, zrewidowany ze względu na rosyjską cenzurę, któremuś z wydawców warszawskich za pośrednictwem Jadwigi Łuszczewskiej. Siedem lat później próbował jeszcze nakłonić do wydania Vade-mecum poznańskiego wydawcę Jana Konstantego Żupańskiego, z którym kontaktował się przez Augusta Cieszkowskiego.
Rękopis odebrany od Brockhausa krążył potem wśród przyjaciół Norwida. Czytali go Ludwik Nabielak, Karol Ruprecht, Zofia Węgierska. Potem powrócił do rąk poety, który do końca życia do niego powracał. Dwa utwory (XIV i XVI) wykorzystał w swych pamiętnikach weneckich, trzy kolejne (XVII, LIV i LV) włączył jako przerywniki i wyznaczniki nastroju do poematu A Dorio ad Phrygium, z następnych sześciu (LXI-LXIV, LXVII i LXXXIII) złożył poemat cykliczny Co słychać? i co począć? Jakąś część utworów ze zbioru przesłał Norwid dwóm redaktorom warszawskim: Adamowi Wiślickiemu, który wydał dwa z nich LXVII i LXXXIII oraz Zygmuntowi Sarneckiemu, który wydrukował również dwa IX i XXVIII. Dwa krótkie wiersze z tego zbioru ofiarował poeta swoim paryskim przyjaciołom: Bronisławowi Zaleskiemu, Zofii Węgierskiej oraz Józefostwu Wagnerom (VI), a Józefowi Bohdanowi Zaleskiemu (IX). Jeden z utworów (LXXXIV) wykorzystał dwukrotnie w swoich późnych utworach w Miłości-czystej u kąpieli morskich (ok. 1880) oraz w noweli Stygmat (1883).

## Dzieje pośmiertne rękopisu
Po śmierci Norwida jego rękopisy, w tym i Vade-mecum trafiły w ręce jego kuzyna Józefa Dyboskiego, a po jego śmierci w 1885 w ręce jego syna Aleksandra. Młodszy z Dyboskich, nauczyciel w Szkole Polskiej w Batignolles, niewysoko oceniał twórczość swego krewnego i całe jego archiwum przekazał koledze-profesorowi Wacławowi Gasztowttowi. Od niego wydobył ją Przesmycki w 1898 lub 1899. Była już wtedy mocno zdefektowana. Przeszła najpierw swoistą kwarantannę w zakładzie świętego Kazimierza, gdzie poeta zmarł. Dyboscy zaś przechowywali papiery po krewnym lada jak. Część bezmyślnie zniszczyli, część zgubili lub rozproszyli. Kodeks Vade-mecum również nie uniknął strat. Zaginęło kilkanaście kart, łącznie 14 utworów (XXI-XXIII, XXXIII, XLVI-XLVIII, LIV, LVIII, LXIV-LXVII, LXXVI), osiem innych zostało uszkodzonych (XLV, XLIX, LIX, LXIII, LXVIII, LXXII, LXXV, LXXVII). Po II wojnie światowej rękopis wszedł do zbiorów Biblioteki Narodowej. Od 2024 prezentowany jest na wystawie stałej w Pałacu Rzeczypospolitej.
Wydanie zbioru aż dwukrotnie, w 1912 i 1937, planował Przesmycki. Ostatecznie wydał jedynie mniejsze lub większe bloki wierszy w Pismach zebranych (1912), Reszcie wierszy (1933) i Wszystkich pismach (1937) oraz rozproszonych w czasopismach. Jako osobna pozycja wydawnicza Vade-mecum ukazało się po raz pierwszy w 1947 staraniem Wacława Borowego w postaci podobizny autografu, wydanej sposobem fototypicznym. W 1953 K. Sowiński wydał je na podstawie podobizny z 1947 w Tunbridge Wells w Kencie. W 1962 kolejne wydanie ukazało się w Warszawie opracowane przez J. W. Gomulickiego na podstawie autografu i innych przekazów rękopiśmiennych.
Do najbardziej cenionych wierszy należą:
- Ogólniki
- Przeszłość
- Liryka i druk
- Pielgrzym
- Larwa
- Stolica
- Ironia
- Moralności
- Czułość
- Język-ojczysty
- Kolebka-pieśni
- Śmierć
- Cacka
- Nerwy
- Fortepian Szopena